# Fakse Kommune
Fakse Kommune i Storstrøms Amt blev dannet ved kommunalreformen i 1970. Ved strukturreformen i 2007 blev den lagt samme med Rønnede Kommune og Haslev Kommune, til den nuværende Faxe Kommune

## Tidligere kommuner
Fakse Kommune blev dannet inden kommunalreformen ved frivillig sammenlægning af 4 sognekommuner:
| Kommune    | Folketal september 1965 | Byer           |
| ---------- | ----------------------- | -------------- |
| Fakse      | 3.732                   | Faxe           |
| Hylleholt  | 2.180                   | Faxe Ladeplads |
| Roholte    | 956                     | Orup           |
| Vemmetofte | 164                     |                |
| I alt      | 7.032                   |                |

Ved selve kommunalreformen blev Fakse Kommune lagt sammen med yderligere 3 sognekommuner:
| Kommune           | Folketal 1. januar 1970 | Byer             |
| ----------------- | ----------------------- | ---------------- |
| Fakse             | 7.286                   |                  |
| Alslev            | 332                     |                  |
| Karise            | 1.705                   | Karise           |
| Spjellerup-Smerup | 830                     | Store Spjellerup |
| I alt             | 10.153                  |                  |

## Sogne
Fakse Kommune bestod af følgende sogne, alle fra Fakse Herred undtagen Smerup Sogn, der hørte til Stevns Herred:
- Alslev Sogn (Faxe Kommune)
- Faxe Sogn
- Hylleholt Sogn
- Karise Sogn
- Roholte Sogn
- Smerup Sogn
- Spjellerup Sogn
- Vemmetofte Sogn

## Borgmestre[3]
| Periode   | Navn         | Parti             |
| --------- | ------------ | ----------------- |
| 1970-1974 | Ejnar Jensen | Socialdemokratiet |
| 1974-1990 | Jens Berendt | Socialdemokratiet |
| 1990-1994 | Signe Bartel | Socialdemokratiet |
| 1994-1998 | René Tuekær  | Lokalliste        |
| 1998-2002 | Signe Bartel | Socialdemokratiet |
| 2002-2006 | René Tuekær  | Lokalliste        |